# فری‌ست
فری‌ست (انگلیسی: Freesat) شرکت رسانه‌ای بریتانیایی است، که در سال ۲۰۰۷ تأسیس شد.